# HD 85206
HD 85206，又名CD-36 5955，SAO 200777、HR 3892，是一颗恒星，视星等为5.97，位于銀經267.3，銀緯12.79，其B1900.0坐标为赤經9h 45m 16.4s，赤緯-36° 12.79′ 15″。